# Riserva naturale Complesso morenico di Castellaro Lagusello
La riserva naturale Complesso morenico di Castellaro Lagusello è un'area naturale protetta situata in provincia di Mantova. La riserva occupa una superficie di 138,60 ettari ed è stata istituita nel 1984 ed è in gestione al Consorzio Parco del Mincio.

## Territorio
La riserva è istituita a protezione dell'anfiteatro morenico del Lago di Garda, caratterizzato da paludi, torbiere e un piccolo lago, nonché da colline coltivate a frutteto e terreni prativi.

## Comuni

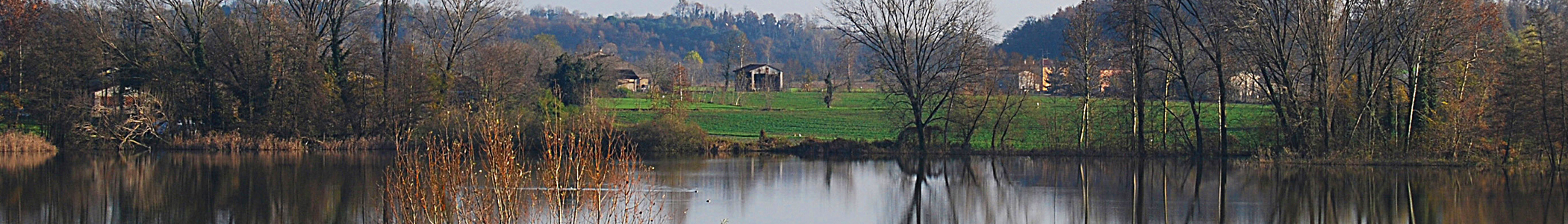
Riserva naturale di Castellaro Lagusello

## Fauna
Di particolare importanza sono l'fauna ittica e l'avifauna che nidifica lungo il lago e nei boschi della riserva.

## Punti di interesse
- Il borgo medievale di Castellaro Lagusello
- il castello
- il palazzo Tacoli